# Vivere non è un gioco da ragazzi
Vivere non è un gioco da ragazzi è una miniserie televisiva italiana, trasmessa in prima visione assoluta su RaiPlay il 12 maggio 2023, e in prima visione lineare su Rai 1 dal 15 al 29 maggio 2023 per tre serate. È diretta da Rolando Ravello, è prodotta da Rai Fiction e Picomedia e si basa sul romanzo Il giro della verità di Fabio Bonifacci.

## Trama
Lele ha 18 anni, è un bravo ragazzo di umili origini, frequenta il liceo con i figli dell'élite bolognese ed è innamorato di Serena, bellissima, intelligente e perfetta reginetta della scuola. Una sera in discoteca, per fare colpo su di lei, prende una pasticca. Si ritrova risucchiato nel mondo delle discoteche e della droga, ma rimane presto senza soldi e, per continuare a frequentare Serena, si ritrova a comprare le pasticche nel suo quartiere e a rivenderle in discoteca. Una sera vende una pasticca al suo amico Mirco che viene trovato morto il giorno dopo. Per Lele, corroso dai sensi di colpa, inizia un calvario che stravolge il rapporto con Pigi, suo migliore amico, con Serena e con i genitori. Anche il resto del gruppo, legato da un patto di omertà volto a custodire il segreto, vive una profonda crisi che porta ciascun membro a fare i conti con la verità e con i propri fantasmi interiori. Dopo molte vicissitudini, dolori e scoperte, il ragazzo decide di liberarsi dal peso delle menzogne e del senso di colpa. Perciò confessa tutto prima al padre, poi al poliziotto Saguatti. La sua confessione scatenerà una sorta di “epidemia di verità".

## Episodi
Tutti i sei episodi sono stati pubblicati in prima visione assoluta su RaiPlay il 12 maggio 2023 e sono stati poi trasmessi in prima visione lineare su Rai 1 ogni lunedì dal 15 maggio al 29 maggio 2023 con due episodi in tre prime serate.
| nº | Titolo     | Pubblicazione  | Prima TV       |
| -- | ---------- | -------------- | -------------- |
| 1  | Episodio 1 | 12 maggio 2023 | 15 maggio 2023 |
| 2  | Episodio 2 | 12 maggio 2023 | 15 maggio 2023 |
| 3  | Episodio 3 | 12 maggio 2023 | 22 maggio 2023 |
| 4  | Episodio 4 | 12 maggio 2023 | 22 maggio 2023 |
| 5  | Episodio 5 | 12 maggio 2023 | 29 maggio 2023 |
| 6  | Episodio 6 | 12 maggio 2023 | 29 maggio 2023 |

### Episodio 1
- Diretto da: Rolando Ravello
- Soggetto di: Fabio Bonifacci
- Scritto da: Fabio Bonifacci

Trama
Bologna. Lele è un liceale di un quartiere popolare, figlio di Marco e Anna, i quali hanno problemi economici a causa di un imbroglio ai danni di Marco. Lele è innamorato di Serena, e frequenta un gruppo stretto di amici, con cui ama divertirsi. Marco si vede, senza consultarsi con il suo avvocato, con l'imprenditore che ha fatto bancarotta fraudolenta, avendo perso tutti i suoi risparmi e ha con lui un forte diverbio, arrivando a schiaffeggiarlo. Per fare colpo su Serena, Lele decide di spacciare alcune pasticche di droga con l'amico fidato Mirko, in una sera alla discoteca. Il problema è che la pasticca venduta da Lele a Mirko è stata tagliata male, e Mirko muore.
- Ascolti: telespettatori 3 075 000 – share 16,68%[4].

### Episodio 2
- Diretto da: Rolando Ravello
- Soggetto di: Fabio Bonifacci
- Scritto da: Fabio Bonifacci

Trama
Il vicequestore Saguatti, amico di vecchia data di Marco, inizia a indagare, a interrogare i compagni di classe di Mirko, per avere maggiori informazioni. Quando interroga Lele, si accorge che il ragazzo è molto teso, e cerca di informarsi meglio sulle sue amicizie, e sulla sera in cui il giovane è morto; ma non ottiene molte informazioni. Lele si confessa con gli amici, sospettando che proprio la sua pasticca venduta a Mirko lo abbia ucciso. Questi sono sbigottiti, ma gli intimano di mantenere il segreto per non finire tutti nei guai. Intanto Marco è deciso a non chiedere scusa al suo truffatore dopo lo schiaffo, opponendo i suoi sani principi morali. Anna inizia sempre di più a dubitare della fiducia di suo marito e a preoccuparsi per il suo carattere sempre più irascibile.
Lele viene avvicinato da un capo-clan dello spaccio a Bologna, dopo che lui ha fatto il nome dello spacciatore al vicequestore Saguatti, e viene minacciato di fare silenzio, e di tenerlo informato sulle indagini della polizia. Intanto Claudio, padre di Serena, cerca di ristabilire un rapporto con lei dopo anni di silenzio e di abbandono.
- Altri interpreti: Agnese Nano (madre di Spin), Enrico Salimbeni (padre di Spin), Elisabetta Cavallotti (Marta Rezzi).
- Ascolti: telespettatori 3 075 000 – share 16,68%[4].

### Episodio 3
- Diretto da: Rolando Ravello
- Soggetto di: Fabio Bonifacci
- Scritto da: Fabio Bonifacci

Trama
Saguatti riconvoca Lele in questura per accertamenti, e riconosce lo spacciatore che gli ha venduto la pasticca. Nella fretta di lasciare l'ufficio, dimentica lo zaino, che gli verrà restituito più avanti dal Saguatti. Lele non trova la seconda pasticcia comprata, e mai usata, e teme che Saguatti lo stia "tormentando psicologicamente", e che sappia che Lele sia pesantemente coinvolto nella faccenda della morte di Mirko. Mentre le vicende si intrecciano, e gli amici di Lele mentono alla polizia sul loro coinvolgimento nella serata, spunta una nuova pista.
- Altri interpreti: Elisabetta Cavallotti (Marta Rezzi), Jerry Mastrodomenico (padre di Pigi), Carlotta Miti (madre di Pigi), Alice Arcuri (psicologa della scuola).
- Ascolti: telespettatori 2 920 000 – share 16,07%[5].

### Episodio 4
- Diretto da: Rolando Ravello
- Soggetto di: Fabio Bonifacci
- Scritto da: Fabio Bonifacci

Trama
Indagini della polizia, mettono alla luce il coinvolgimento del gruppo di amici di Lele, e del ragazzo stesso, nella serata della discoteca, dove si è spacciata droga. I genitori e i professori sono furibondi. Lele viene punito, mentre Marco in fede della sua amicizia con Saguatti, cerca un modo per evitare che il figlio venga incriminato per la morte di Mirko. Saguatti promette che cercherà in ogni modo di evitare il carcere al figlio, il quale continua a frequentarsi in segreto col capo-banda della droga del suo rione, circa le indagini. Saguatti richiama in questura Lele, per riconsegnargli lo zaino, e annunciargli che sono sulla pista giusta per arrestare lo spacciatore.
- Altri interpreti: Agnese Nano (madre di Spin), Enrico Salimbeni (padre di Spin), Jerry Mastrodomenico (padre di Pigi), Carlotta Miti (madre di Pigi)
- Ascolti: telespettatori 2 920 000 – share 16,07%[5].

### Episodio 5
- Diretto da: Rolando Ravello
- Soggetto di: Fabio Bonifacci
- Scritto da: Fabio Bonifacci

Trama
Lele sa che non può continuare a mantenere il silenzio, ritenendosi il vero colpevole della faccenda. Quando Saguatti gli annuncia che uno spacciatore è stato arrestato, colui che gli ha venduto la pasticca, teme che prima o poi la polizia arriverà a lui. Così decide di confessare tutto ai genitori per costituirsi. Saguatti accoglie la denuncia, ma poco dopo in casa si fa ospitare in segreto, rivelando per amore di Lele e del padre Marco, dei dettagli delicati sulle indagini, scagionando Lele dalle accuse per favoreggiamento alla morte di Mirko. Tuttavia il segreto di Saguatti viene alla luce, e ora la Questura lo richiama, con la minaccia di trasferirlo
- Altri interpreti: Elisabetta Cavallotti (Marta Rezzi), Jerry Mastrodomenico (padre di Pigi), Carlotta Miti (madre di Pigi).
- Ascolti: telespettatori 2 905 000 – share 16,10%[6].

### Episodio 6
- Diretto da: Rolando Ravello
- Soggetto di: Fabio Bonifacci
- Scritto da: Fabio Bonifacci

Trama
Lele, collaborando con Saguatti, riesce in un'imboscata a far arrestare lo spacciatore che lo tormentava. Il suo rapporto con Serena si ristabilisce, dopo che lei fa pace con il padre Claudio. Ora Lele può riposare in pace, insieme ai suoi amici, e la compagnia si riunisce in un casale di campagna per un pranzo in allegria.
- Altri interpreti: Elisabetta Cavallotti (Marta Rezzi), Jerry Mastrodomenico (padre di Pigi), Carlotta Miti (madre di Pigi).
- Ascolti: telespettatori 2 905 000 – share 16,10%[6].

## Personaggi e interpreti

### Personaggi principali
- Marco Molinari, interpretato da Stefano Fresi.
Padre di Lele.
- Anna, interpretata da Nicole Grimaudo.
Madre di Lele.
- Emanuele “Lele” Molinari, interpretato da Riccardo De Rinaldis Santorelli.
- Serena Barbieri, interpretata da Matilde Benedusi.
Ragazza di Lele.
- Pigi Borlotti, interpretato da Pietro De Nova.
Amico e compagno di banco di Lele.
- Patti, interpretata da Alessia Cosmo.
Amica di Serena.
- Spinoza, interpretato da Luca Geminiani.
Amico di Lele.
- Mirco Masi, interpretato da Tommaso Donadoni.
Amico di Lele che muore per droga.
- Ruggine, interpretato da Simone Baldasseroni.
- Claudio Barbieri, interpretato da Fausto Maria Sciarappa.
Padre di Serena ed ex marito di Sonia.
- Magnani, interpretato da Stefano Pesce.
Imprenditore in debito con Marco Molinari.
- Spazzola interpretato da Samuele Sbrighi.
Spacciatore del quartiere, è il braccio destro di Caminito.
- Madre di Mirco, interpretato da Fabrizia Sacchi.
- Sonia Galvani, interpretata da Lucia Mascino.
Madre di Serena e candidata sindaco.
- Saguatti, interpretato da Claudio Bisio.
Commissario che indaga sulla morte di Masi e vecchia conoscenza di Marco Molinari.

### Personaggi secondari
- Linda Molinari, interpretata da Ginevra Culini.
Figlia più piccola di Marco e sorella di Lele.
- Sergio Caminito, interpretato da Francesco Mastrorilli. 
Spacciatore del quartiere.
- Paternò, interpretato da Antonio Perna. 
Braccio destro di Saguatti.
- Pizzi, interpretato da Francesco Morelli. 
Piccolo spacciatore che ha venduto la droga a Lele.
- Prof. Palmieri, interpretata da Anna Redi.
- Prof. Zinelli, interpretato da Roberto Abbati.
- Emanuele Bartoletti, interpretato da Federico Rosati. 
Spacciatore del Tempio conosciuto come “Bomber verde”.
- Madre di Pigi, interpretata da Carlotta Miti.
- Padre di Pigi, interpretato da Jerry Mastrodomenico. 
Avvocato facoltoso.
- Marta Rezzi, interpretata da Elisabetta Cavallotti. 
Commissario capo nonché ex moglie di Saguatti.
- Clara, interpretata da Nicole Ottani.
- Madre di Patti, interpretata da Francesca Castaldi.
- Laura, interpretata da Loretta Rossi Stuart.
- Madre di Spinoza, interpretata da Agnese Nano.
- Padre di Spinoza, interpretato da Enrico Salimbeni.
- Psicologa della scuola, interpretata da Alice Arcuri.
- Taxista, interpretata da Leonardo Bianconi.
- Gianni, interpretato da Lorenzo Ansaloni.
- PM Rossetti, interpretata da Lea Cirianni.
- Giudice per i minori, interpretato da Filippo Plancher.
- Terri, interpretato da Arianna Primavera.
- Donna laboratorio, interpretata da Valentina Pastore.

## Produzione
La serie è una co-produzione Rai Fiction e Picomedia con il sostegno di Emilia Romagna Film Commission.

### Riprese
La serie è stata girata nella città di Bologna.

### Musiche
La sigla è 18 anni di Ariete.